# La Chapelle-aux-Choux
La Chapelle-aux-Choux è un comune francese di 281 abitanti situato nel dipartimento della Sarthe nella regione dei Paesi della Loira.

## Società

### Evoluzione demografica
Abitanti censiti